# 아카데미아다리

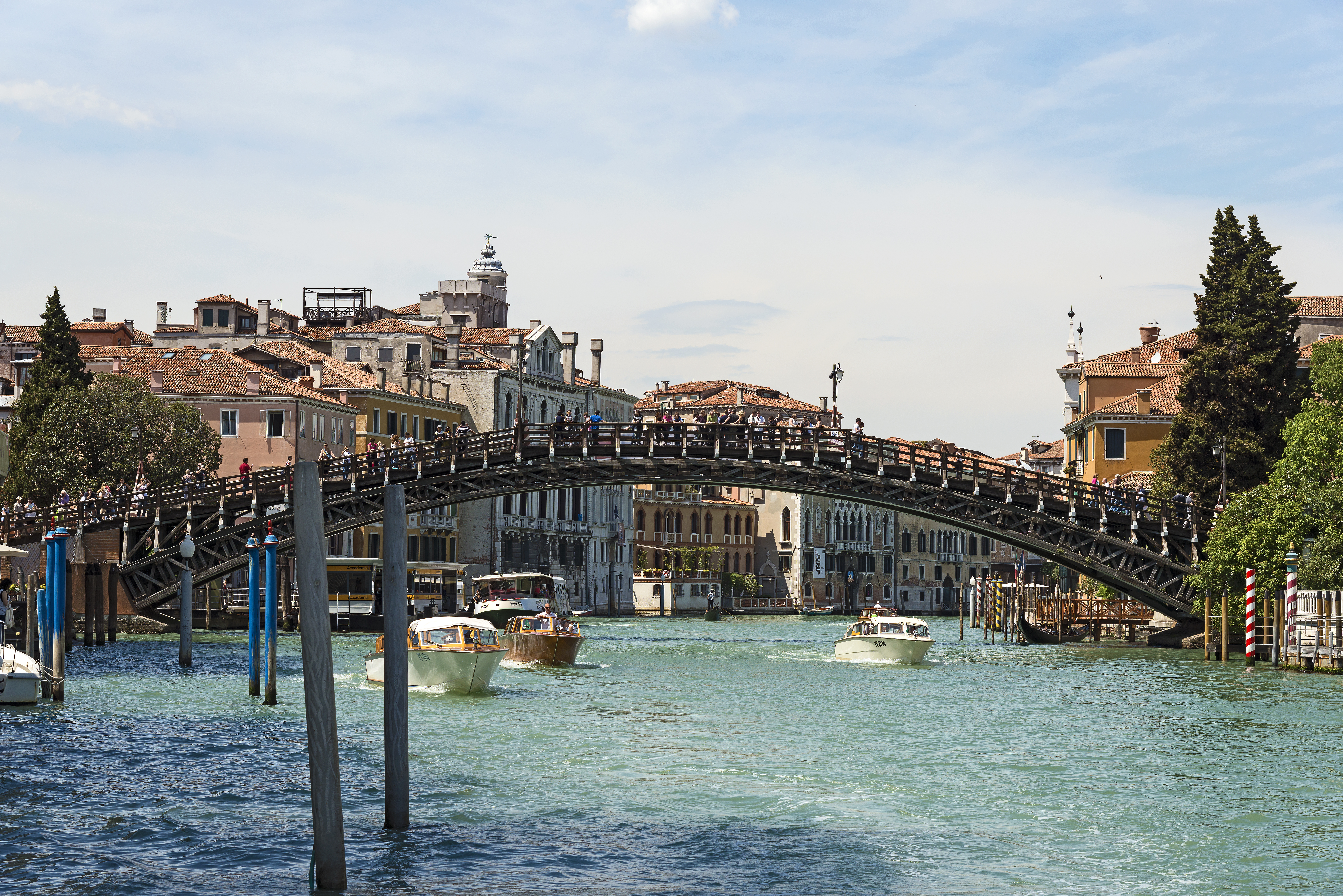

아카데미아 다리(Ponte dell'Accademia)는 이탈리아 베네치아 카날 그란데를 아우르는 4개의 고유한 다리들 가운데 하나이다. 1807년부터 2004년까지 아카데미아 미술관이 위치한 Accademia di Belle Arti di Venezia의 이름을 따서 지어졌다. 이 다리는 도르소두로의 세스티에레와 산마르코를 연결한다.
이 지역에 다리가 처음 제안된 것은 적어도 1488년이다.